# Milliamperesekunde
Die in einer Röntgenröhre während einer Belichtung fließende Ladungsmenge (in der Einheit Milliamperesekunden, mAs) dient als Maß für die emittierte Strahlungsenergie. Die Ladung ist das Produkt aus dem Anodenstrom der Röhre (in Milliampere) und der Belichtungszeit (in Sekunden).
Weitere Einflussgrößen auf die Energie sind die Röhrenspannung (einige 10 bis über 100 kV) und ihr Wirkungsgrad (um 1 %). Die Spannung ist aber kein frei wählbarer Parameter, da sich mit ihr die Härte der Strahlung und damit die Kontrastbildung ändert; daher die Bedeutung der Ladung (der „Milliamperesekunden“) als Einstellparameter für die Belichtung der Röntgenaufnahme und die Strahlenbelastung des Patienten.